# Poecilochroa senilis
Poecilochroa senilis är en spindelart som först beskrevs av O. Pickard-Cambridge 1872.  Poecilochroa senilis ingår i släktet Poecilochroa och familjen plattbuksspindlar. Utöver nominatformen finns också underarten P. s. auspex.